# José Domingo Amunátegui Borgoño
José Domingo Amunátegui Borgoño fue un militar de Chile nacido en 1832 en Chillán y fallecido en 1887. Proveniente de una familia militar, inició su participación en la Guerra del Pacífico como oficial en el Regimiento Chacabuco. Participó en el Desembarco y combate de Pisagua, en la Batalla de Dolores, en la Batalla de Tacna y en la de Miraflores. Fundó el Círculo militar para la formación cultural y social de los militares. Fue Director de la Academia de Guerra del Ejército de Chile.

## Biografía
Amunátegui inició su servicio militar ingresando a la Escuela Militar del Libertador Bernardo O'Higgins y se graduó en 1849. Sin embargo, luego fue dado de baja de su servicio debido a la revolución chilena de 1851 y no volvería al servicio activo hasta 1861, cuando fue asignado a la 4.ª Infantería de Línea como capitán.
Durante la Guerra del Pacífico, Amunátegui participó en las batallas de Pisagua, Dolores, Alto de la Alianza, Batalla de San Juan y Chorrillos y Miraflores. Luego fundó el Círculo Militar para la formación cultural y social de los militares, así como Director de la Academia de Guerra del Ejército de Chile. En 1884, fue ascendido a General de Brigada, así como a Inspector General del Ejército de Chile.